# Space Planet Instrument C-matrix Events
Pour les articles homonymes, voir SPICE.
Space Planet Instrument C-matrix Events (SPICE) est un kit de développement de la NASA utilisé pour calculer les informations géométriques utiles pour planifier et analyser des observations faites par un engin spatial. Il est également utilisé pour préparer des missions ou piloter les nombreuses fonctions que l'engin doit assurer.
SPICE est développé par le laboratoire Navigation and Ancillary Information Facility (NAIF) de la NASA, situé au Jet Propulsion Laboratory.
SPICE est devenu un standard pour manipuler les informations géométriques des missions planétaires de la NASA ou d'autres agences spatiales. Certaines fonctionnalités de SPICE sont utilisées sur certaines missions astrophysiques ou d'étude du Soleil.
SPICE inclut à la fois données et logiciel.

## Données
Les fichiers de données de SPICE sont appelés "kernels". Ces fichiers contiennent:
- la trajectoire de l'engin et son orientation
- la position, la taille et la forme des corps du système solaire
- le champ de vision des instruments ainsi que leur taille et leur orientation.
- les caractéristiques des différents référentiels utilisés
- la correspondance entre les différentes mesure du temps[3]

Les données de SPICE sont archivées dans notamment dans les archives Planetary Data System de la NASA.

## Logiciel
SPICE contient plusieurs programmes qui constituent le « SPICE Toolit », utilisés pour lire les fichiers kernels de SPICE et calculer les informations géométriques à partir de ces fichiers. Ces outils sont fournis sous forme de bibliothèque pour les langages de programmation C, Fortran, IDL et Matlab.
Le SDK inclut de plus quelques programmes utilitaires. Le SDK SPICE est disponible sur la plupart des plateformes, système d'exploitation et compilateurs. Une documentation riche est fournie.

## Tutoriels et Leçons de programmation
Un ensemble de tutoriels et de petits cours sont également fournis pour aider les utilisateurs à comprendre comment SPICE fonctionne.

## Disponibilité
Les données, le SDK, les tutoriels et les petits cours de programmation de SPICE sont disponibles gratuitement sur le site de NAIF. Les utilisateurs potentiels doivent être prévenus qu'utiliser ce logiciel demande des efforts : il est destiné à des professionnels du secteur de l'industrie spatiale.